# Alcebíades Teixeira da Silva Filho
Alcebíades Teixeira da Silva Filho (São Luís, Maranhão, em 28 de maio de 1937 - Rio de Janeiro, em 1 de maio de 2014) foi                                                                                 policial militar e  primeiro comandante da Guarda Municipal do Rio de Janeiro.

## Guarda Municipal – organização
Oficial da Polícia Militar do Estado do Rio de Janeiro, concluiu a Escola de Formação de Oficiais em 1985 e reformou-se como capitão para dedicar-se às atividades privadas. No final de 1990 foi convidado pelo  Prefeito Marcelo Alencar para dirigir a Gerência de Vigilância e Segurança Patrimonial da COMLURB – Companhia Municipal de Limpeza Urbana, empresa municipal com recursos financeiros necessários para patrocinar a formação do embrião da futura Guarda Municipal da cidade do Rio de Janeiro.
Um efetivo inicial de 300 guardas, ainda empregado na segurança dos prédios municipais,  foi encaminhado, por proposta do novo comandante, à Academia Estadual de Polícia Silvio Terra, da Polícia Civil para reciclagem de armamento e tiro e defesa  pessoal policial.

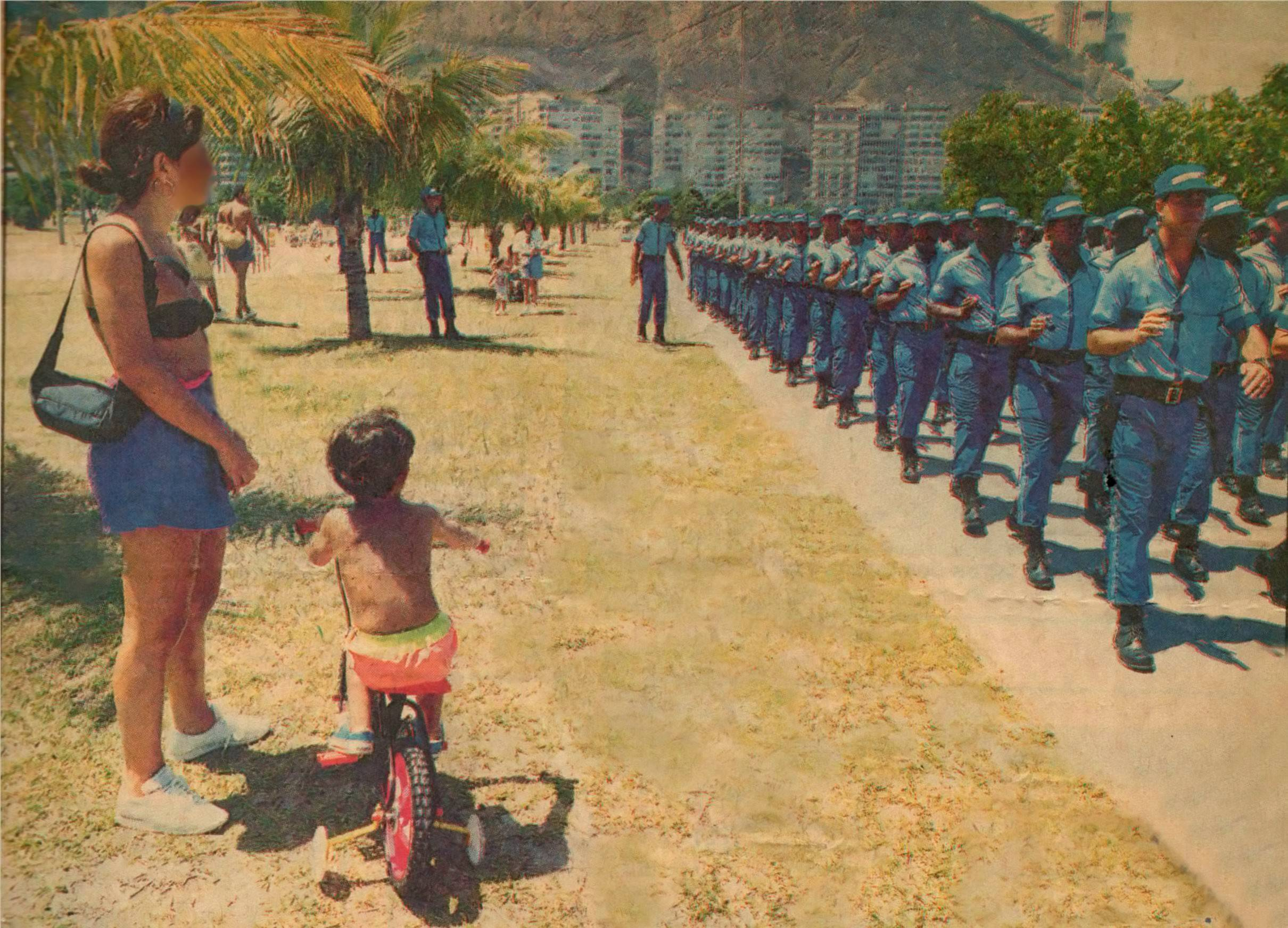
Guardas Municipais do Rio de Janeiro em 1992

Para viabilizar o emprego operacional da corporação, Alcebíades organizou novo concurso público para a admissão de 1.500 guardas, que também tiveram a formação profissional ministrada pela ACADEPOL-RJ.
O Prefeito, alcançado o aumento dos efetivos e baseado nos estudos realizados pelo capitão Alcebíades e equipe, enviou à Câmara Municipal projeto de lei oficializando a criação da Guarda Municipal da Cidade, através da Empresa Municipal de Vigilância, que resultou na Lei nº 1.887, de 27 de junho de 1992.
Criada a Guarda, o seu comandante estendeu as suas atribuições relativas à segurança dos próprios municipais ao patrulhamento da cidade. Com isso, os guardas municipais com os seus uniformes azuis passaram a ser distribuídos pela orla marítima e demais pontos turísticos do Rio.
O capitão Alcebíades transferiu o comando da corporação devidamente organizada e em atividade ao coronel PM Paulo César  Amêndola, no ano de 1993.